# فرگشت فرااجتماعی

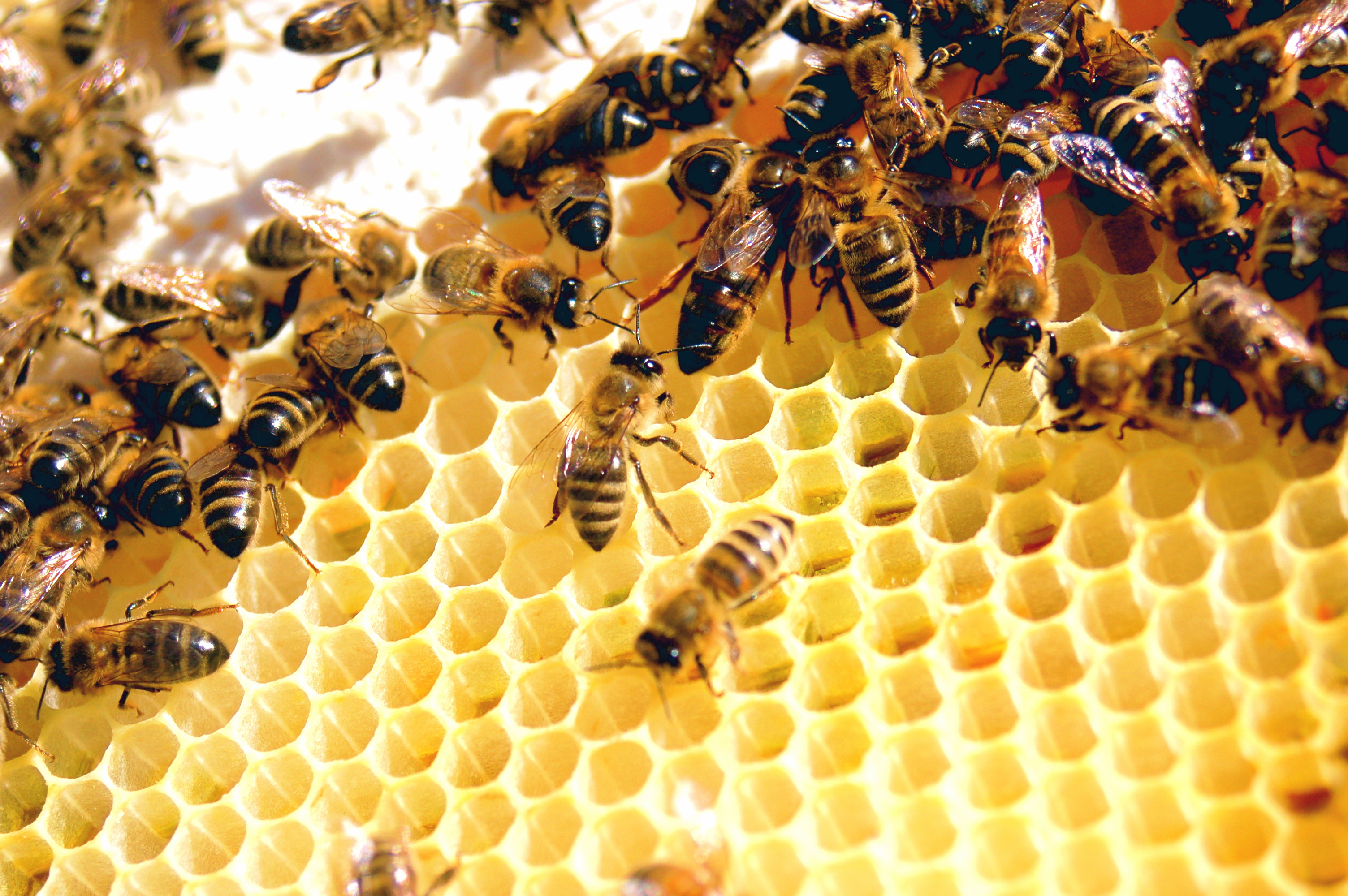
کارگران زنبور عسل که در یک شانه همکاری می‌کنند، توانایی خود را برای تولیدمثل، که بیان افراطی از رفتار اجتماعی اجتماعی است، رها کرده‌اند.

پدیدهٔ فرااجتماعی به‌طور پیاپی در راسته‌های مختلف جانوران، به ویژه پرده‌بالان (زنبورهای بی‌عسل، زنبورهای عسل و مورچه‌ها) فرگشت یافته‌است. این «اجتماعی‌گری راستین» در جانوران، که در آن افراد نابارور برای افزایش موفقیت باروری دیگران تلاش می‌کنند، در موریانه‌ها، سوسک‌های آمبروزیا، شته‌های صفراوی، تریپس، میگوهای اسفنجی دریایی (Synalpheus regalis)، موش‌های حفار برهنه (Heterocephalus glaber)، و راسته حشرات پرده‌بالان (که شامل زنبورهای عسل، زنبورهای بی‌عسل و مورچه‌ها می‌شود) یافت می‌شود. این واقعیت که اجتماعی‌گری اغلب در Hymenoptera فرگشت یافته‌است (بین ۸ تا ۱۱ بار)، اما در دیگر گونه‌های قلمرو جانوران نادر است، فرگشت آن را به موضوعی مورد بحث در میان زیست‌شناسان فرگشتی تبدیل کرده‌است. جانداران فراجتماعی در ابتدا به نظر می‌رسد که کاملاً در تضاد با تفسیرهای ساده از تکامل داروینی رفتار می‌کنند: انتقال ژن‌های فرد به نسل بعدی، یا برازش اندام، یک ایده اصلی در زیست‌شناسی فرگشتی است.
نظریه‌های کنونی پیشنهاد می‌کنند که تکامل اجتماعی یا به دلیل انتخاب خویشاوندی، پیشنهاد شده توسط ویلیام دی همیلتون، یا توسط نظریه رقابتی انتخاب گروهی که توسط ادوارد ویلسون و همکارانش پیشنهاد شده‌است، رخ داده‌است. هیچ ویژگی یا مدل یکسانی برای توضیح فرگشت اجتماعی کافی نیست، و به احتمال زیاد مسیر به سوی جامعه اجتماعی شامل ترکیبی از پیش‌شرط‌ها، عوامل بوم‌شناختی و اثرات ژنتیکی است.